# Arte commerciale

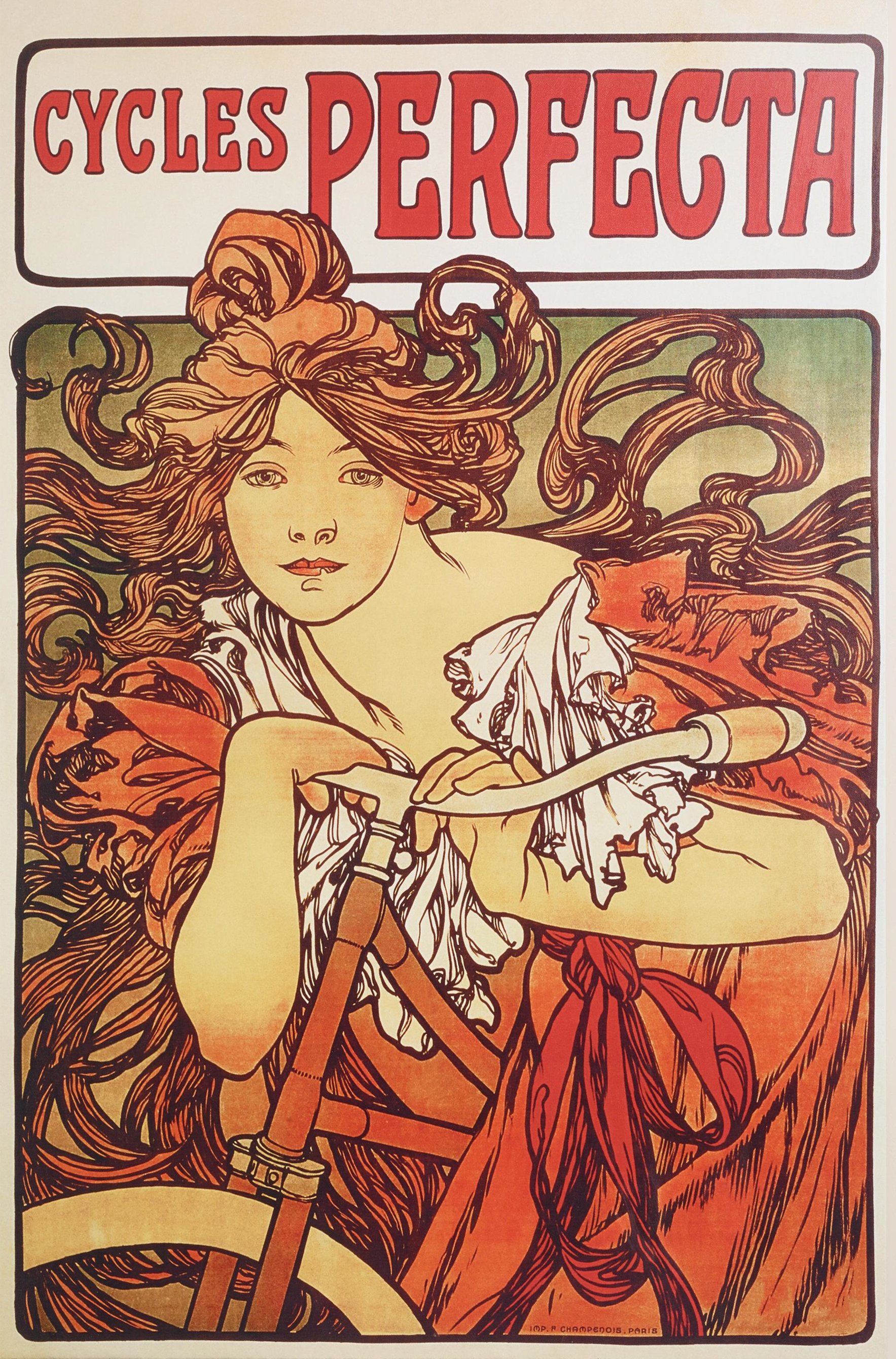
Poster realizzato da Alfons Mucha

Per arte commerciale si intende ogni espressione artistica prodotta in serie e finalizzata a esigenze di consumo.

## Caratteristiche
L'arte commerciale viene realizzata con tecniche e materiali molto eterogenei che possono spaziare dalle tecniche di stampa a quelle digitali. Si focalizza sul talento del loro autore rispetto alla sua bravura tecnica ed include espressioni quali la grafica, il branding, la creazione dei loghi, di illustrazioni riprodotte in serie e di campagne pubblicitarie. Proprio per tali ragioni, si contrappone alle belle arti che rivendicano invece l'unicità dell'arte e privilegiano il talento tecnico del loro autore. Secondo le parole dell'artista pop Roy Lichtenstein:
Il divario fra arte commerciale e belle arti venne eliminato lungo la metà del Novecento con l'avvento della pop art, che, oltre a introdurre tecniche mai usate prima nel campo dell'arte, ritrasse soggetti della bassa cultura che venivano riprodotti in più copie. Oltre ad artisti pop quali Andy Warhol e James Rosenquist, coloro che entrarono in contatto con l'arte commerciale includono Barbara Kruger, Richard Prince e Sherrie Levine.